# Alfred Hershey
Alfred Day Hershey (Owosso, 4 de dezembro de 1908 — Syosset, Nova Iorque, 22 de maio de 1997) foi um microbiologista estadunidense e geneticista americano ganhador do Prêmio Nobel. Nasceu em Owosso, Michigan e recebeu seu B. S. em química na Universidade de Michigan em 1930 e seu Ph.D. em bacteriologia em 1934, assumindo pouco depois uma posição do Departamento de Bacteriologia da Universidade de Washington em St. Louis.
Conhecido por seus estudos em virologia e pela prova de que o DNA é o responsável pela transmissão dos códigos genéticos. Ele começou a realizar experimentos com bacteriófagos com o ítalo-americano Salvador Luria e alemão Max Delbrück, em 1940, e observou que o fago pode recombinar quando co-infectado dentro de uma bactéria. Isto levou a uma nova área de genética de fagos. Como principais pesquisadores no campo de bacteriófago, Delbrück, Luria e Hershey estabeleceu que o fago teve uma enorme influência sobre a pesquisa bacteriófago
Mudou-se com o sua assistente Martha Chase para Cold Spring Harbor, Nova Iorque, em 1950, para se juntar ao Departamento de Genética do Instituto Carnegie, onde ele e Chase realizaram a famosa Experiência de Hershey-Chase em 1952. Esta experiência forneceu evidências adicionais de que o DNA do fago era o material genético e não a proteína.
Tornou-se diretor do Instituto Carnegie em 1962 e foi agraciado, junto com Max Delbrück e Salvador Luria, com o Nobel de Fisiologia ou Medicina de 1969, por suas pesquisas sobre o mecanismo de infecção das células por vírus.
Seu laboratório continuou a trabalhar em bacteriófago, com foco na recombinação do fago e genética. Em 1974, Hershey se aposentou mas ainda era um visitante regular para o Laboratório Cold Spring Harbor. Em 1979, um edifício em razão foi dedicado a ele.
Hershey teve um filho, Peter Manning Hershey (1956-1999) com sua esposa Harriet Davidson em 1945 (1918-2000). A família era ativa na rede social do Laboratório Cold Spring Harbor.